# Отре (Мерт и Мозел)
Отре (фр. Autrey) насеље је и општина у североисточној Француској у региону Лорена, у департману Мерт и Мозел која припада префектури Нанси.
По подацима из 2011. године у општини је живело 176 становника, а густина насељености је износила 28,57 становника/km². Општина се простире на површини од 6,16 km². Налази се на средњој надморској висини од 290 метара (максималној 310 m, а минималној 226 m).

## Демографија
| 1962. | 1968. | 1975. | 1982. | 1990. | 1999. | 2011. |
| ----- | ----- | ----- | ----- | ----- | ----- | ----- |
| 118   | 131   | 116   | 118   | 124   | 152   | 176   |

График промене броја становника у току последњих година